# Paul Popper
Paul Popper (před rokem 1933 – 1969) byl český fotoreportér, redaktor časopisů a vydavatel z židovské rodiny.

## Životopis
Paul Popper sledoval německé válečné zprávy na západní frontě během první světové války a později emigroval z Berlína do Londýna. Díky přátelství s mnoha berlínskými fotografy a v neposlední řadě díky svým rozsáhlým novinářským dovednostem založil v roce 1934 společnost Paul Popper Ltd., která se stala známější jako obrazová agentura jako Popperfoto . Se svým výrazným obchodním talentem získal celé sbírky fotografií, včetně snímků antarktického expedičního fotografa Herberta Pontinga z roku 1935.

## Galerie

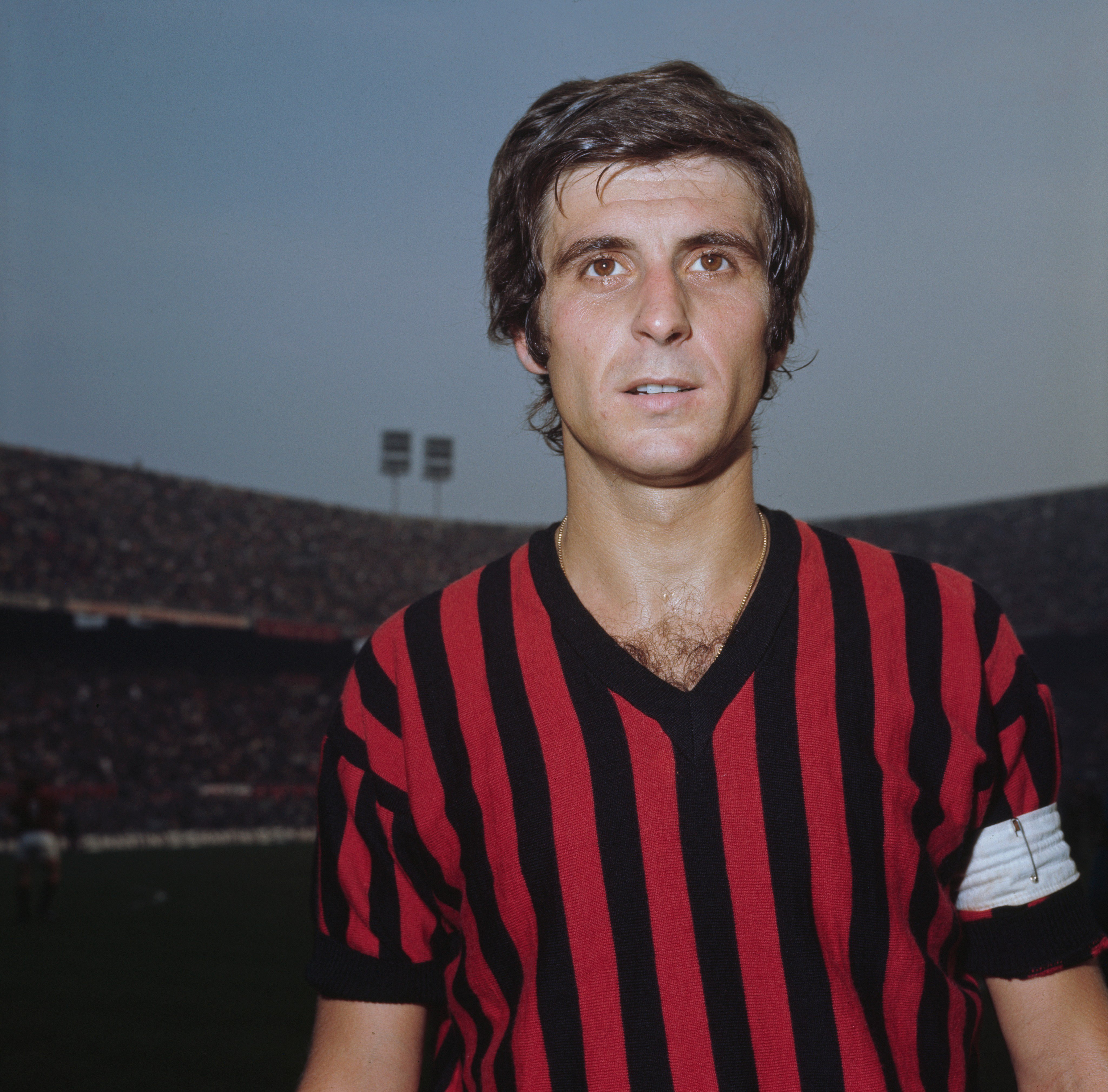
Gianni Rivera - AC Milan (San Siro, January 1971)
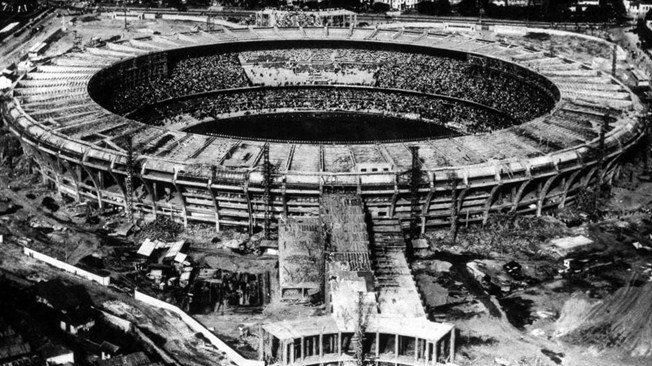
Stadion Estádio do Maracanã, Rio de Janeiro
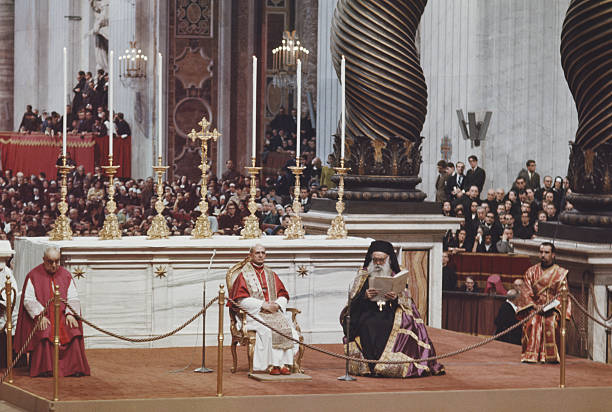
Athenagoras I a papež Paul VI v Římě
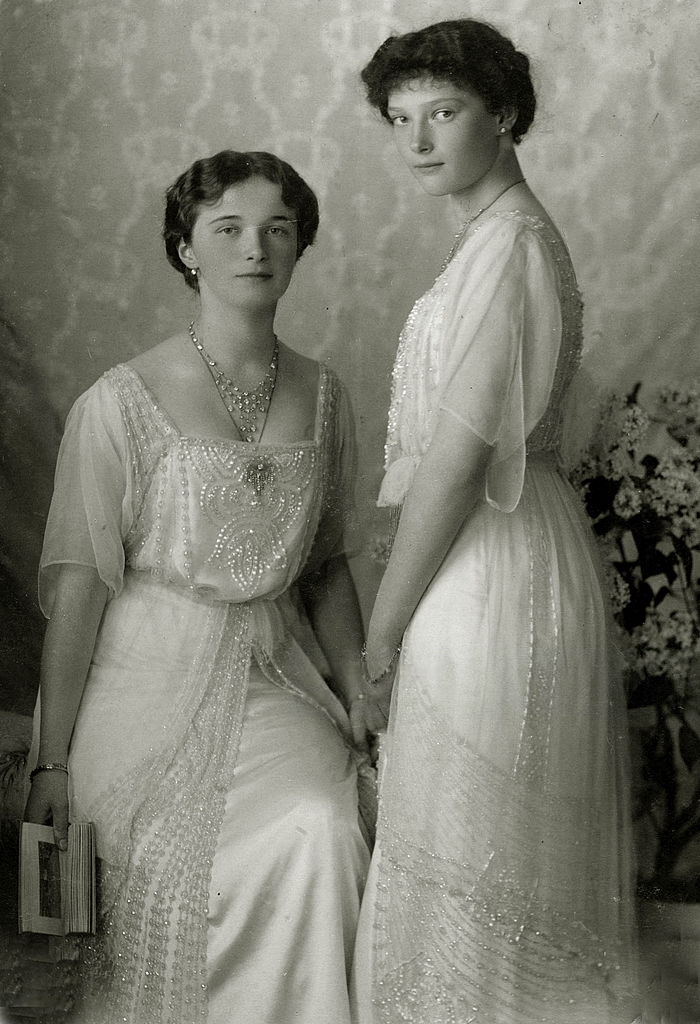
Olga a Tatjana Nikolajevna
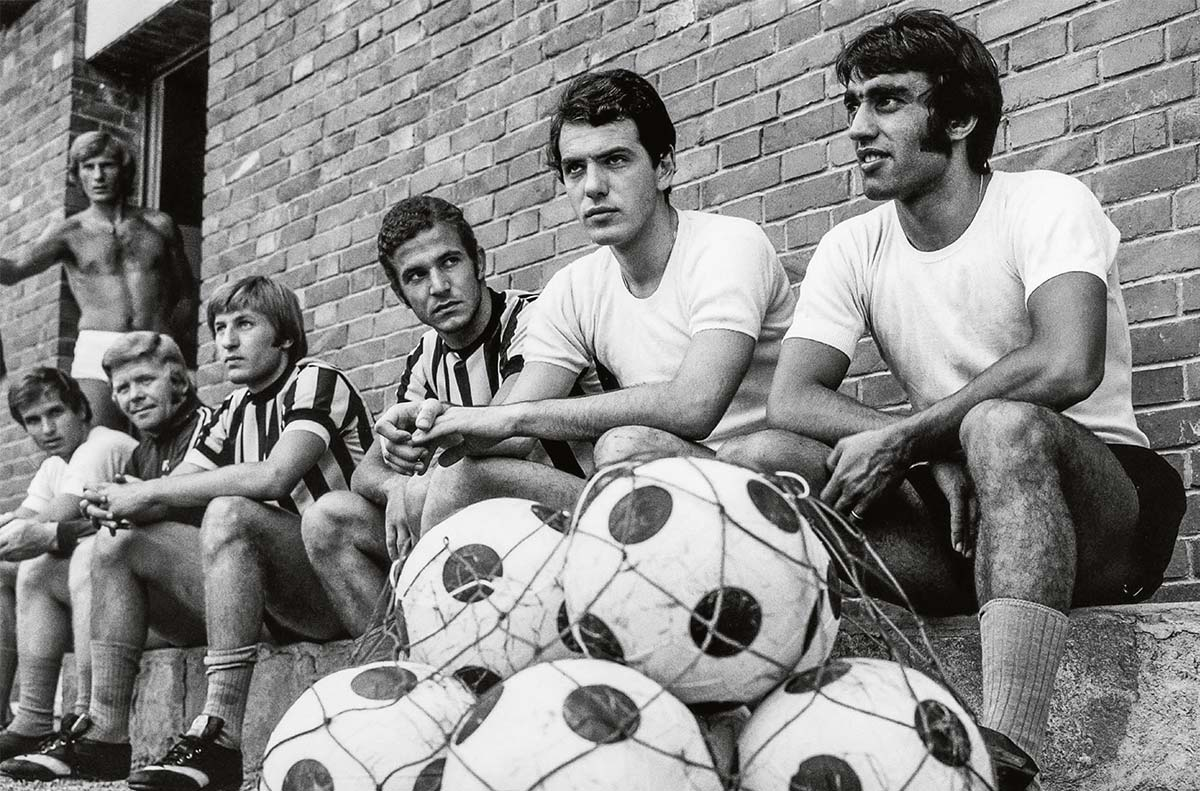
Juventus FC, Villar Perosa, 1971
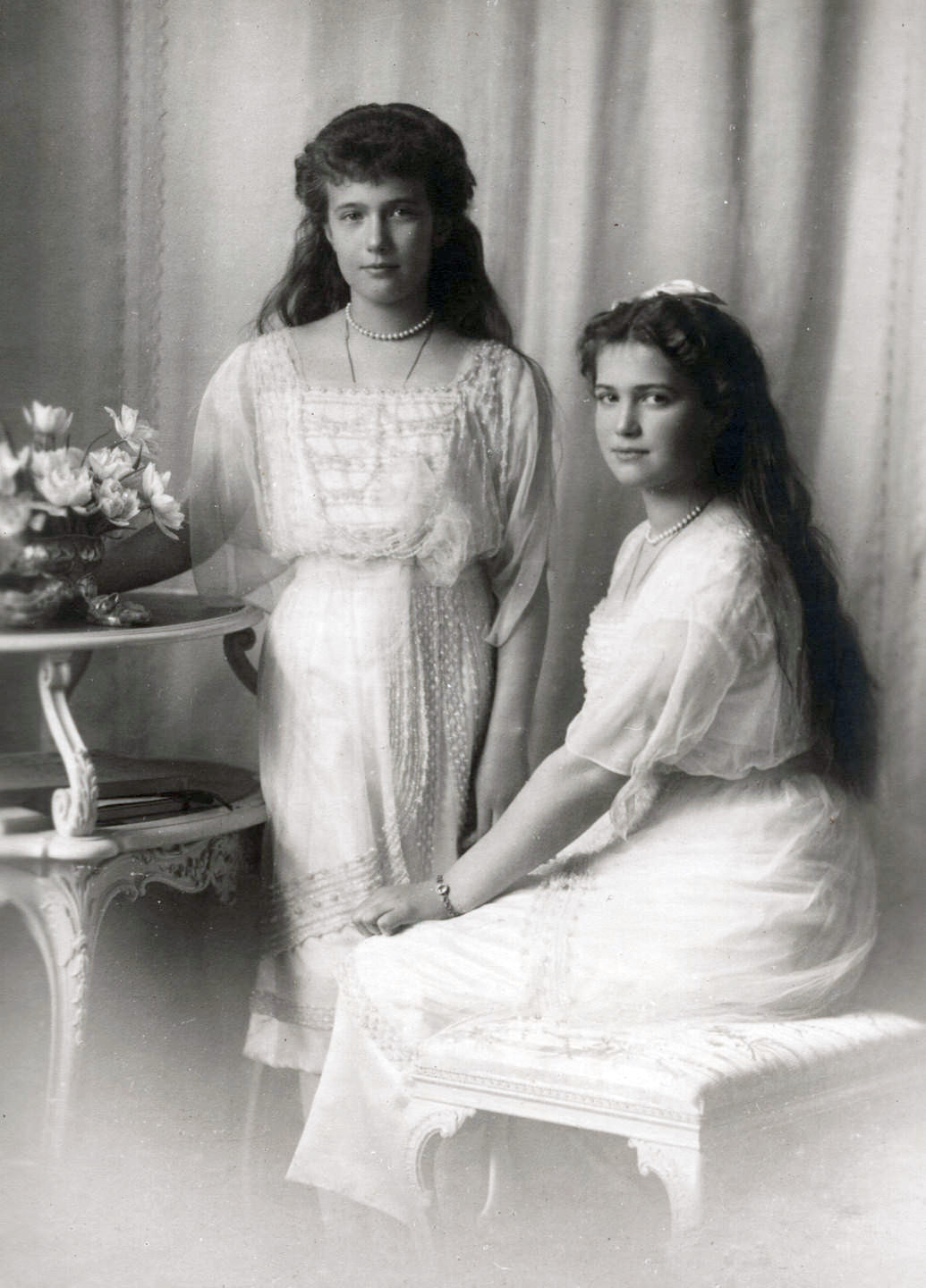
Marie Nikolajevna a Anastázie Nikolajevna
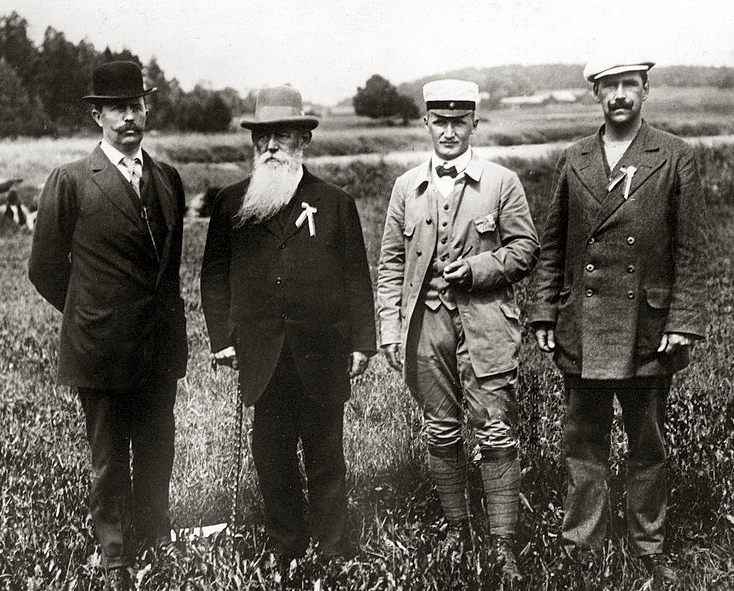
Per-Olof Arvidsson, Oscar Swahn, Åke Lundeberg, Alfred Swahn, 1912
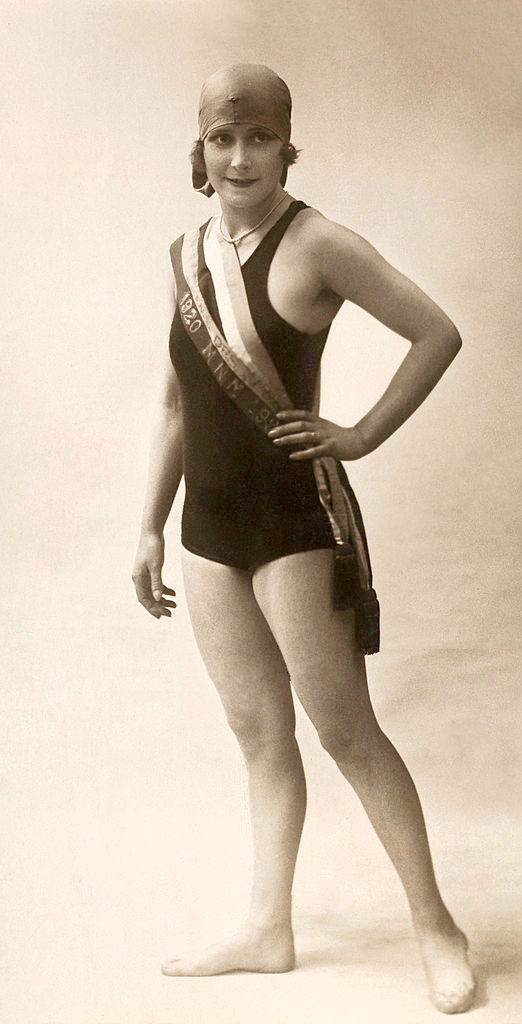
Suzanne Wurtzová, 1920
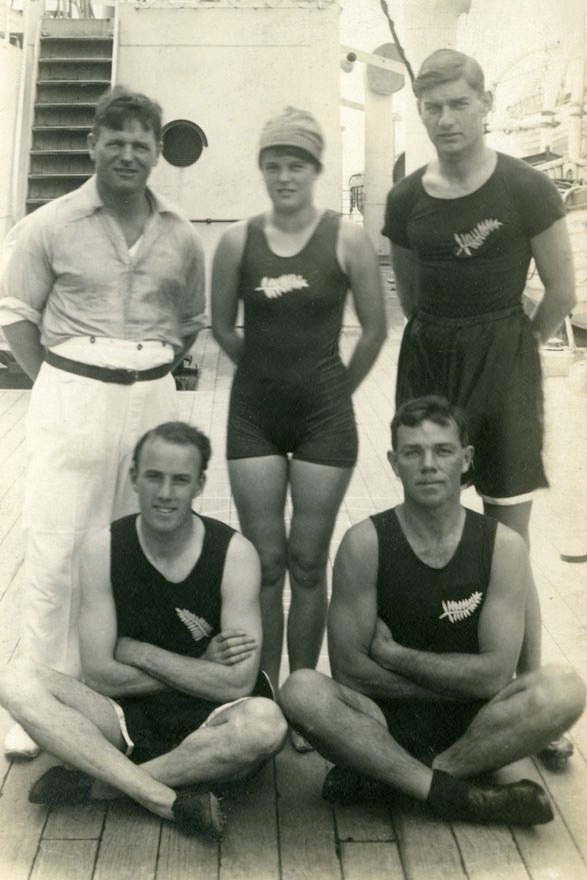
Tui and Violet Walrond, George Davidson, Harry Wilson, Darcy Hadfield, 1920
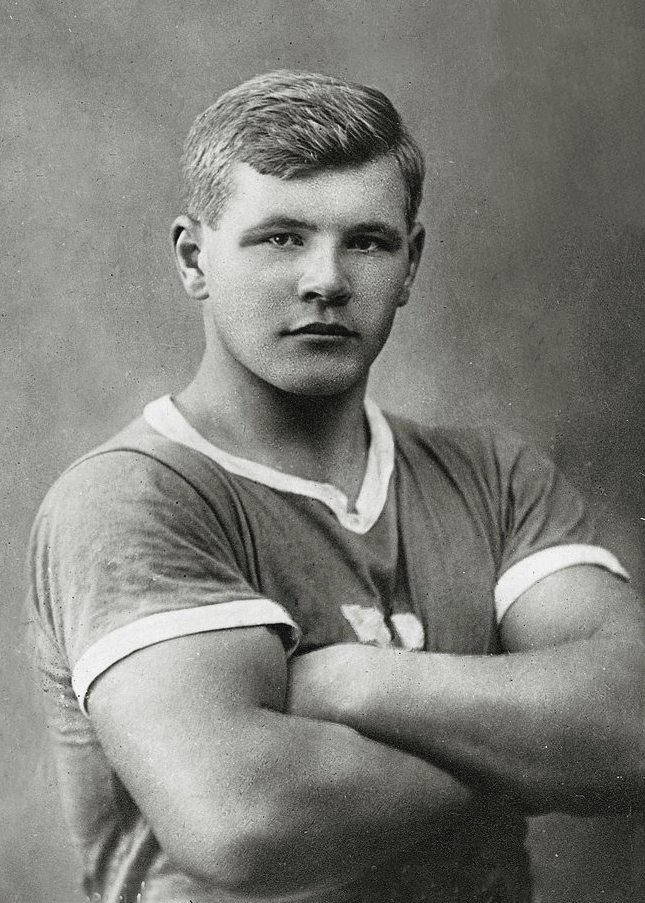
Ville Pörhölä, 1920